# Entrimo
Entrimo est une commune de la province d'Ourense en Espagne située dans la communauté autonome de Galice.
Les villages associées à cette municipalité sont : Olelas, A Illa, Lantemil, Pereira, Bouzadrago, Guxinde, Ferreiros, Terrachan,Vilar, Venceas, Queguas, Galez, Feira Vella, Olin...
Entrimo héberge une église de style barroque dont on estime la fin de la construction à 1739 avec une façade ornée en granite local et une tour de 25 mètres datée de 1727.
Entrimo a donné naissance à un pionnier de l'aviation : Manuel Gonzalez né à Ferreiros le 26 aout 1888 et mort en Argentine à 39 ans en 1927. Il est un des premiers pilotes à avoir largué des parachutistes sur Buenos Aires. Il est le titulaire du brevet numéro 72 obtenu le 15 février 1915. Il est à l'origine de la fondation de la société de transports en commun de Entrimo.